# Höhe 493,8 südlich Tettnang bei Schäferhof
Das Gebiet Höhe 493,8 südlich Tettnang bei Schäferhof, im Volksmund Lindenbuckel genannt, ist ein mit Verordnungen vom 24. Dezember 1954 und 21. Oktober 1998 durch das Landratsamt Bodenseekreis als untere Naturschutzbehörde ausgewiesenes Landschaftsschutzgebiet (LSG-Nummer 4.35.023) im Süden der baden-württembergischen Stadt Tettnang im Bodenseekreis in Deutschland.

## Lage
Das etwa sieben Hektar große Landschaftsschutzgebiet Höhe 493,8 südlich Tettnang bei Schäferhof gehört naturräumlich zum Bodenseebecken. Es liegt etwa 1,3 Kilometer südlich der Stadtmitte Tettnangs, westlich des Landesstraße 329 und nördlich des Industriegebiets „Schäferhof“ auf einer Höhe von bis zu 493,8 m ü. NHN.

## Schutzzweck
Wesentlicher Schutzzweck ist die Erhaltung der Schmelzwasserkuppe aus der Zeit des Spätglazials des Rheingletschers, als einziger einsamer Hügel auf der tischartig ebenen Terrasse der Tettnanger Schotterfläche.